# Música i exili

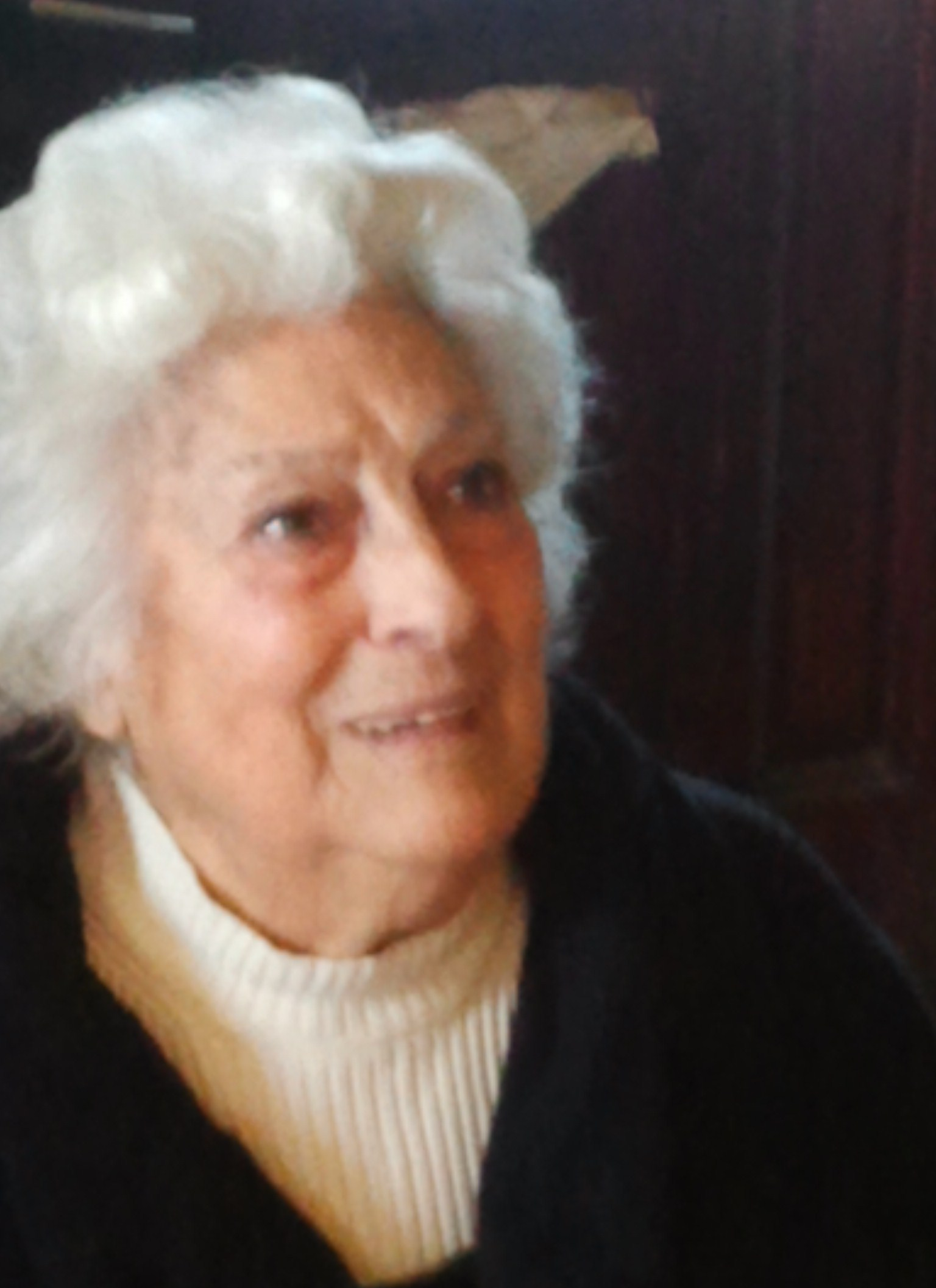
Teresa Rebull, una de les quatre persones homenatjades pel projecte

«Música i exili» és un projecte cultural impulsat pel Departament de Cultura de la Generalitat de Catalunya i el Govern de Flandes entre el 2019 i el 2021, centrat en la producció musical de quatre artistes que hagueren de marxar a l'exili: Teresa Rebull, Pau Casals, Robert Gerhard i Josep Carner. El projecte fou presentat a Brussel·les (Bèlgica) per Lluís Puig, que havia estat conseller de Cultura el 2017 i viu a l'exili des de la tardor d'aquell mateix any. El projecte consisteix en prop d'un centenar d'espectacles, conferències i exposicions que tindran lloc en diversos països, començant per l'acte inaugural celebrat a Torroella de Montgrí el 20 de desembre del 2019.